# Eustomias pacificus
Eustomias pacificus és una espècie de peix de la família dels estòmids i de l'ordre dels estomiformes.
Poden assolir 15,7 cm de longitud total. És un peix marí i d'aigües profundes que viu fins als 1.000 m de fondària. Es troba davant les costes d'Oahu (Hawaii) i, també al Pacífic occidental central.